# Anciens pavillons d'octroi de la Porte de Namur

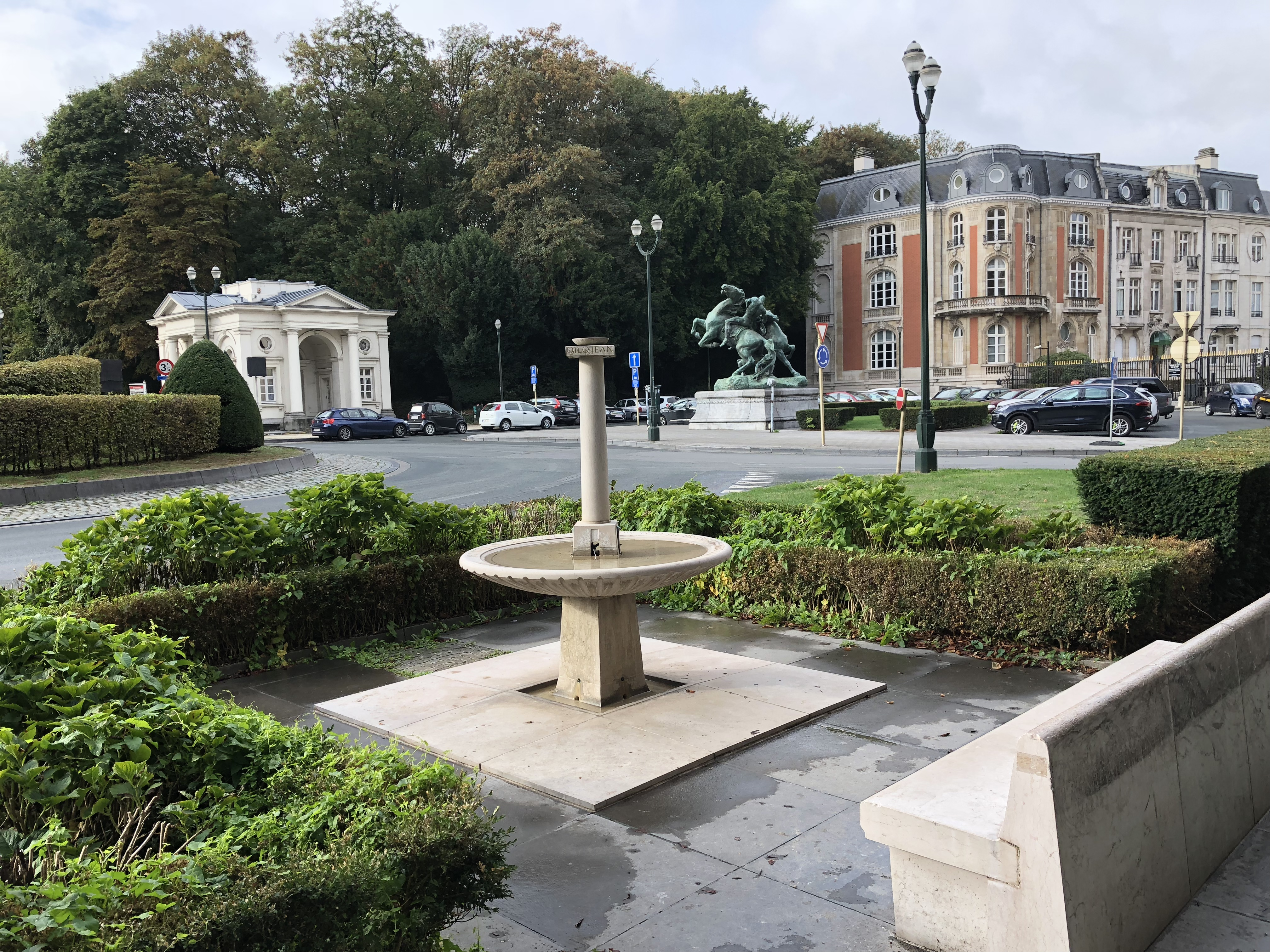
Pavillon d’octroi et square du Bois (Bruxelles) vu depuis la fontaine du Poète

Les pavillons d'octroi de la Porte de Namur sont des édifices néo-classiques qui se dressaient initialement à la Porte de Namur à Bruxelles et qui furent transférés à l'entrée du bois de la Cambre.

## Historique
Ces pavillons d'octroi furent érigés par l'architecte Auguste Payen en 1834-1836, tout comme les pavillons d'octroi de la Porte d'Anderlecht et de la Porte de Ninove, sur le tracé des boulevards qui ont remplacé la seconde enceinte de Bruxelles (petite ceinture).
En 1862, le Collège de la Ville de Bruxelles décida de démonter les pavillons et de les installer à l'entrée du bois de la Cambre alors en plein projet d'aménagement.
Les pavillons font l'objet d'un classement au titre des monuments historiques depuis le 2 avril 1998.
Ils sont, depuis 2025, occupés par une galerie d'art contemporain (LMNO) qui y organise des expositions thématiques mêlant art et sciences du vivant.

## Architecture
Situés aux numéros 544 et 589 de l'avenue Louise, à l'entrée du bois de la Cambre, les deux anciens pavillons d'octroi de la Porte de Namur présentent des façades enduites et peintes en blanc, sur un soubassement en pierre bleue.
La façade principale de chaque pavillon est composée de trois travées ornées chacune d'une baie à piédroits et impostes saillants portant un arc cintré à clef saillante : les deux baies latérales englobent chacune une fenêtre rectangulaire surmonté d'un petit arc cintré tandis que la baie centrale donne accès à la porte d'entrée.
La travée centrale est précédée d'un porche encadré de colonnes aux chapiteaux ornés de tores.
La façade principale est surmontée d'un puissant entablement à architrave et frise nues, d'une corniche en forte saillie et d'un fronton triangulaire. 
Les façades latérales des pavillons sont assez semblables, sauf au niveau de leurs travées latérales percées d'une simple fenêtre rectangulaire et d'un œil-de-bœuf.

Illustrations anciennes
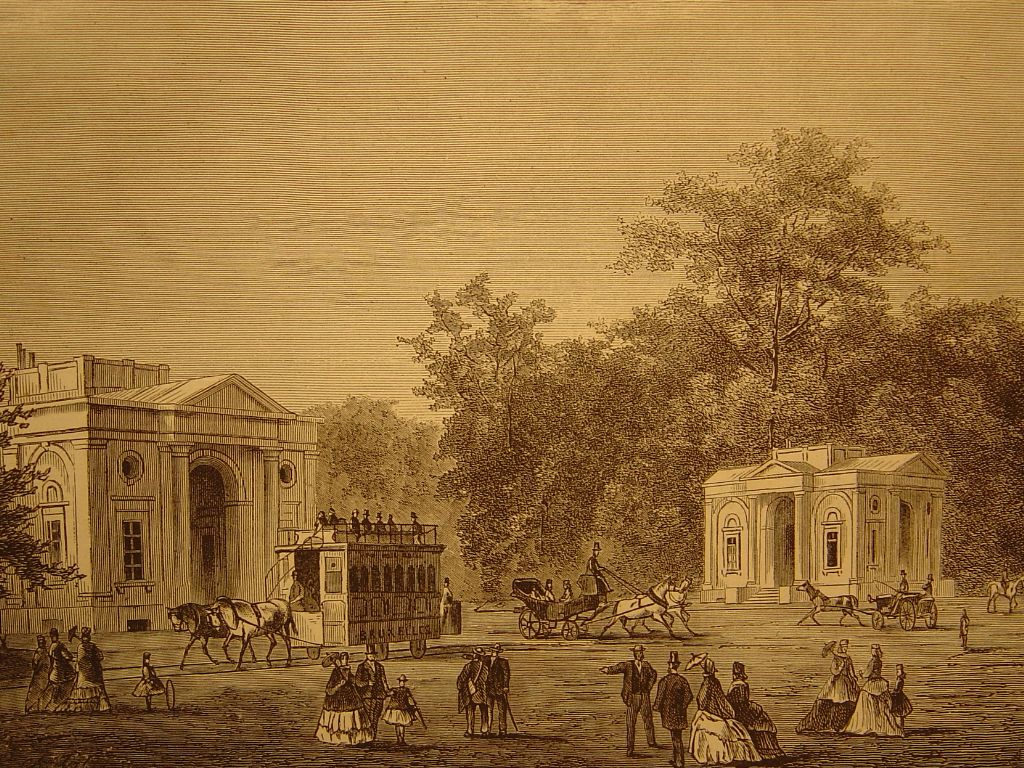
Entrée du bois de la Cambre à Bruxelles par Ch. Trumper.
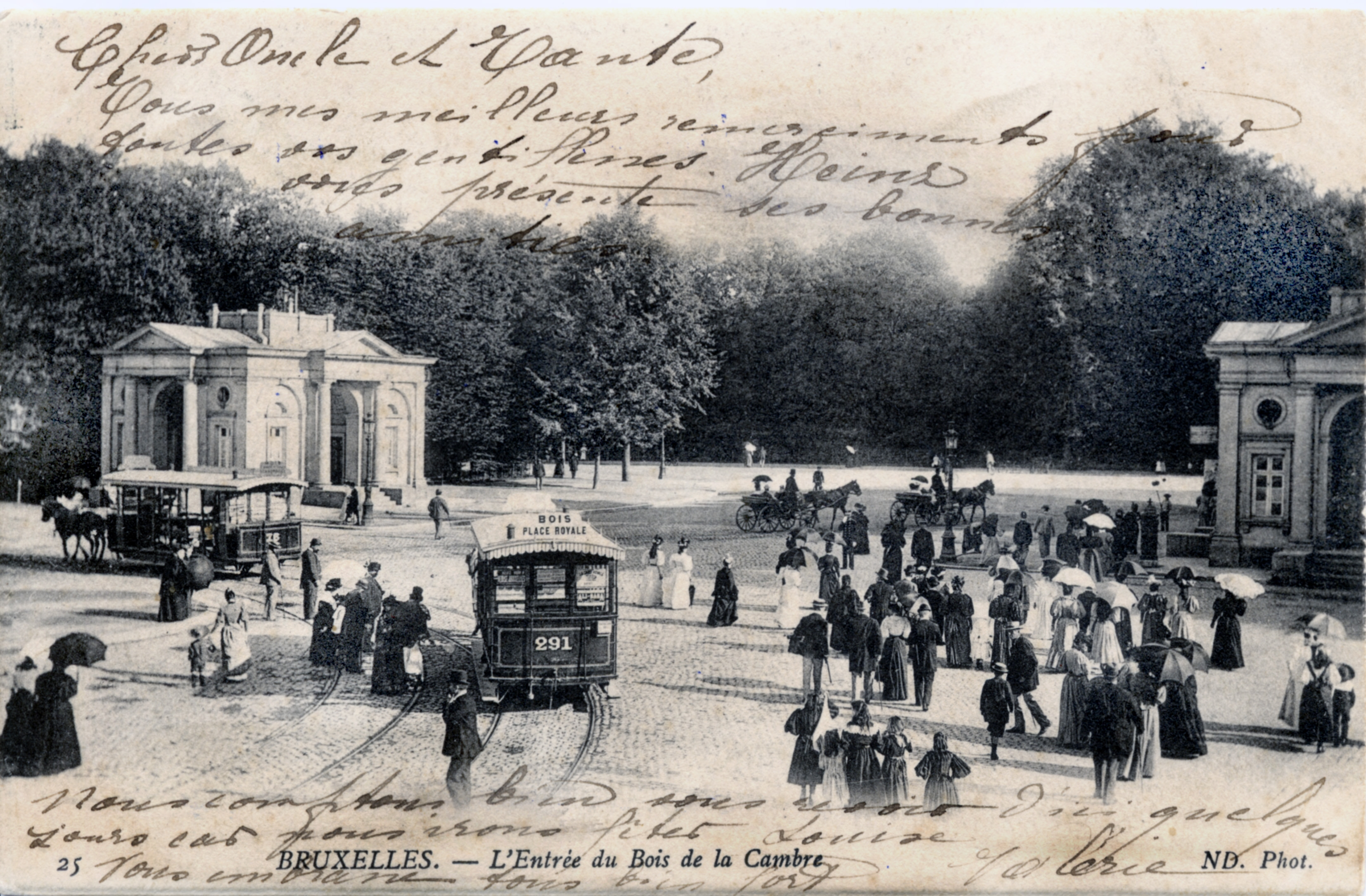
L'entrée du bois : le carrefour des attelages.

## Situation et accès
Les pavillons d'octroi sont à présent situés  à l'entrée du bois de la Cambre à Bruxelles.